# Chronologie des faits économiques et sociaux dans les années 1540
Chronologie de l'économie
Années 1530 - Années 1540 - Années 1550

## Événements
- Vers 1540 : la Castille fournit en moyenne un milliard de maravédis d’impôt par an : alcabala (1/2), servicio (1/6), quinto réal (1/6), domaines (1/6). L’Aragon ne paye que le servicio voté par les Cortès (35 millions de maravédis). Les Pays-Bas fournissent 200 millions de maravédis, votés par les États généraux, à Charles Quint, contribution qui croit rapidement à partir de 1542 pour atteindre 1,2 milliard en 1555. Le royaume de Naples rassemble bon an, mal an 175 millions de maravédis[1].
- Vers 1540-1550 : reprise du commerce des épices en Méditerranée au profit essentiel de Venise[2].

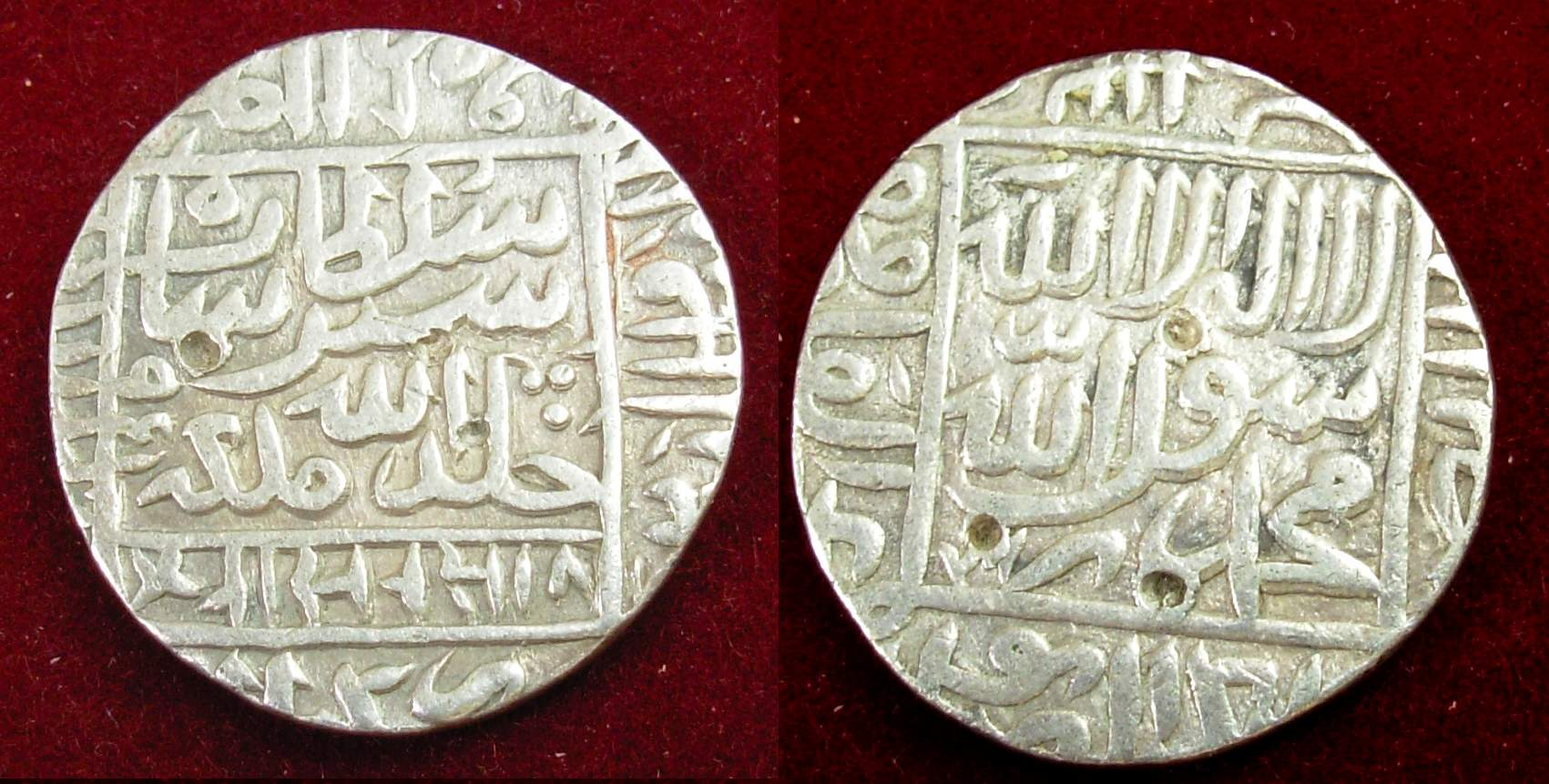
Roupie frappée par Sher Shâh Sûrî

- 1540-1545 : la roupie indienne, jusqu’alors en billon (cuivre et argent), est frappée en argent, qui afflue d’occident, sous le règne de Sher Shah Suri. La pièce pèse 178 grains (11,53 grammes)[3].

- 1542 : construction du premier moulin à sucre au Brésil[4].
- 1542-1543 : Gustav Vasa sécularise systématiquement les biens de l’Église dans Götaland[5].
- 1543-1551 : Great Debasement. La dépréciation de la monnaie provoque une vague d'inflation et une dépression économique en Angleterre[6].
- Vers 1543 :
  - l’endettement catastrophique des villes napolitaines suspend leurs libertés[7].
  - selon un registre conservé daté de 1543, Marseille expédie vers la France intérieure épices, poivre, drogues, laines et cuirs barbaresques, fromages sardes, barils de poisson, caisses de dattes, oranges d’Hyères, tapis de Turquie, soie et riz du Levant, acier du Piémont, alun de Civitavecchia, vin de Malvoisie. Les villes clientes et redistributrices sont principalement Lyon, Arles, Beaucaire, Pézenas, rarement Toulouse et Paris. Le commerce marseillais reste modeste jusque vers 1570[7].
- 1544 : 44 tonnes d’équivalent argent sont envoyées par an d’Amérique vers l’Espagne[8].
- 1545 : le salaire réel des ouvriers parisiens a perdu la moitié de sa valeur depuis 1502[9].

- 1545-1572 : guerre des tarifs entre Venise et Ancône et son commerce des cuirs. Suppression des droits de douane sur les noix de galle venant de Haute et Basse Romania[10].

- 1545-1546 : ouverture des mines d'argent de Potosí au Haut-Pérou et de Zacatecas au Mexique[11]. Le quinto réal (prélèvement de 20 % sur les cargaisons du nouveau monde) représente plus de 500 millions de maravédis après l’ouverture des mines de Potosí[1].
- 1546 :
  - l’actif des Fugger d’Augsbourg est estimé à 7,5 millions de ducats, comparable aux revenus annuels de Charles Quint. Ils contrôlent l’argent du Tyrol, le cuivre de Hongrie et une bonne partie du textile des Pays-Bas[12].
  - pression fiscale sur les revenus du clergé en France. L'ambassadeur de Venise Marino Cavalli constate qu'à l'égard des décimes : « aujourd'hui on ne croit plus le consentement du pape nécessaire. »[13]

- 1547 : 5 000 000 livres de taille sont levées par an en France. La France verse 140 tonnes d’argent au Trésor[14].
- 1548 : 
  - révolte des pitauds en France contre l'extension de la gabelle à l'Angoumois et à la Saintonge de 1541. Elle est durement réprimée, mais la gabelle est supprimée dans les régions qui se sont révoltées en 1549[15].
  - 6,3 millions d’Indiens au Mexique[16].
  - Séville exporte de 60 à 70 000 quintaux d’huile[7].